# Ňárad
Ňárad (1948–1990 slowakisch „Topoľovec“ – bis 1948 „Čilizský Ňárad“; ungarisch Csiliznyárad – bis 1907 Nyárad) ist eine Gemeinde im Südwesten der Slowakei mit 645 Einwohnern (Stand 31. Dezember 2024). Sie gehört zum Okres Dunajská Streda, einem Teil des Trnavský kraj.

## Geographie

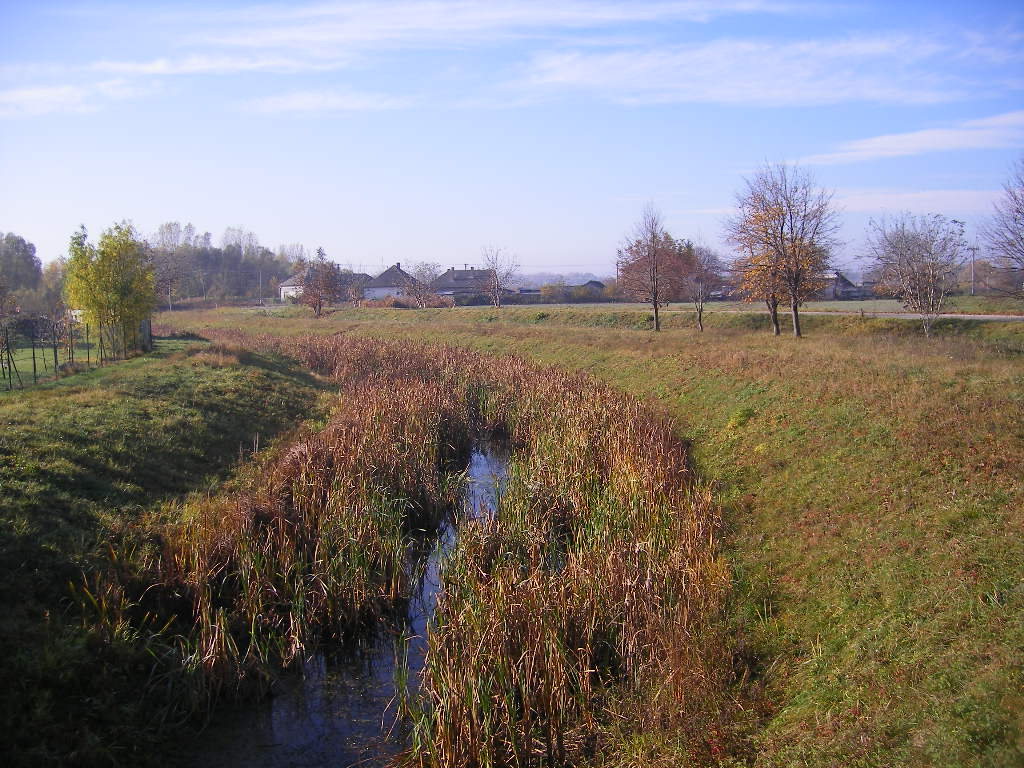
Landschaft und Chotárny kanál bei Ňárad

Die Gemeinde befindet sich im Südteil der Großen Schüttinsel, einem Teil des slowakischen Donautieflands, unweit des Kraftwerkskanals des Donau-Wasserkraftwerks Gabčíkovo. Nordwestlich des Ortes verläuft zudem der Chotárny kanál. Das Ortszentrum liegt auf einer Höhe von 113 m n.m. und ist 14 Kilometer von Veľký Meder sowie 19 Kilometer von Dunajská Streda entfernt.
Nachbargemeinden sind Gabčíkovo im Norden, Baloň im Osten, Medveďov im Südosten sowie Sap im Süden und Westen.

## Geschichte

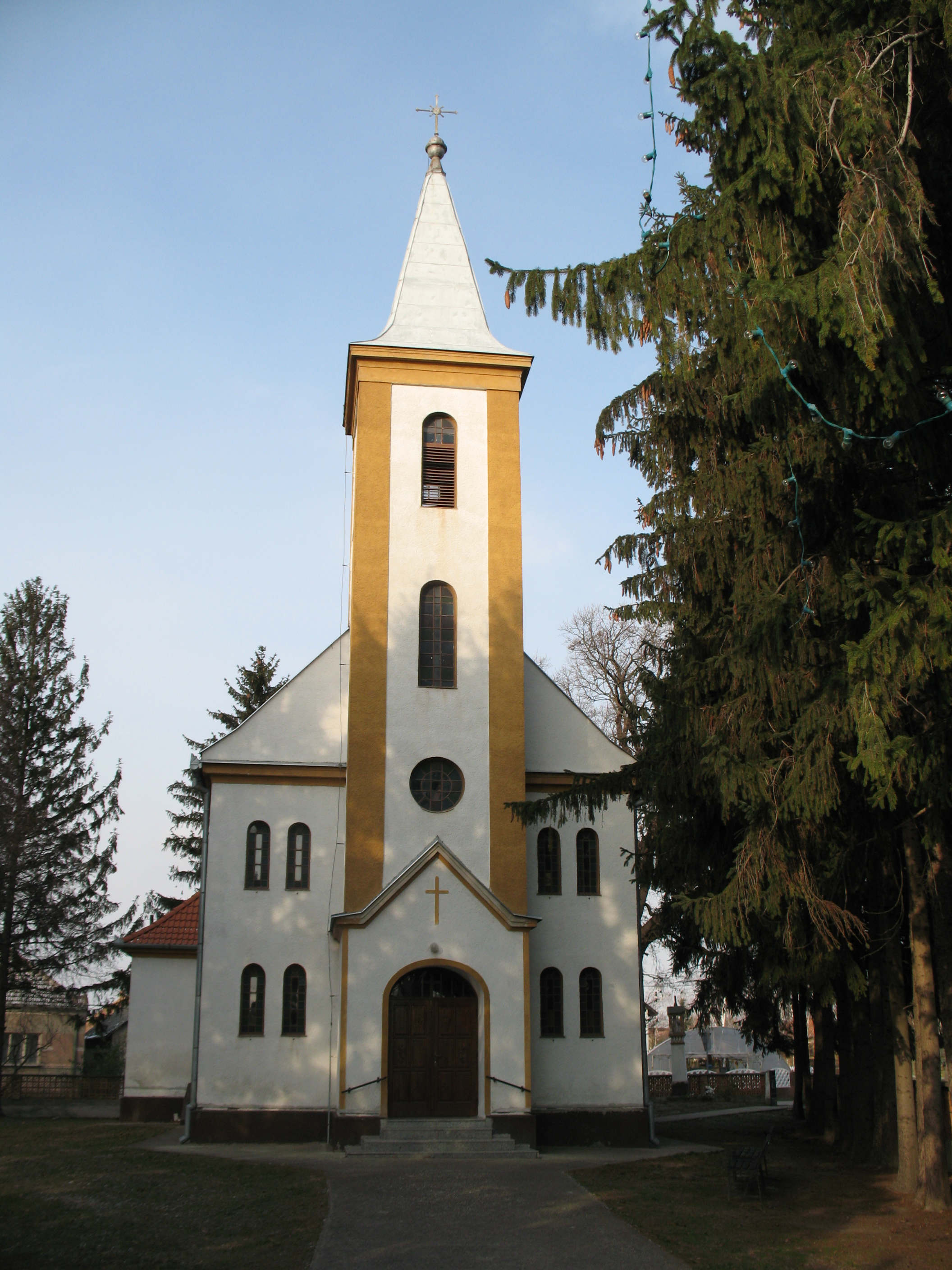
Kirche Mariä Geburt im Ort

Der Ort wurde zum ersten Mal 1468 als Nyarad schriftlich erwähnt und war Besitz der Familie Dóczy, im 16. Jahrhundert Czobor, Dersffy, Kamarjay und Illésházy; die letzten Gutsherren stammten aus dem Geschlecht Batthyány. Aus einem Protokoll der Gespanschaft Raab aus dem Jahr 1646 geht hervor, dass zum damaligen Zeitpunkt über 50 Jahre Nyárad keinen Richter hatte. 1828 zählte man 67 Häuser und 430 Einwohner, deren Haupteinnahmequelle Landwirtschaft war. 1850 richtete ein Hochwasser schwere Schäden im Ort an.
Bis 1919 gehörte der im Komitat Raab liegende Ort zum Königreich Ungarn und kam danach zur Tschechoslowakei beziehungsweise heute Slowakei. 1938–45 lag er aufgrund des Ersten Wiener Schiedsspruchs noch einmal in Ungarn.
Der Ortsname leitet sich von der ungarischen Bezeichnung nyár (Sg.) für Pappeln ab; das Csiliz kam erst im 20. Jahrhundert, um den Ort besser von anderen gleichnamigen Orten im Königreich Ungarn zu unterscheiden und weist auf die Landschaft Csilizköz (slowakisch Medzičiližie) hin.

## Bevölkerung
| Jahr                | 1994 | 2004    | 2014    | 2024    |
| ------------------- | ---- | ------- | ------- | ------- |
| Anzahl der Personen | 584  | 628     | 631     | 645     |
| Unterschied         |      | +7,53 % | +0,47 % | +2,21 % |

| Jahr                | 2023 | 2024    |
| ------------------- | ---- | ------- |
| Anzahl der Personen | 643  | 645     |
| Unterschied         |      | +0,31 % |

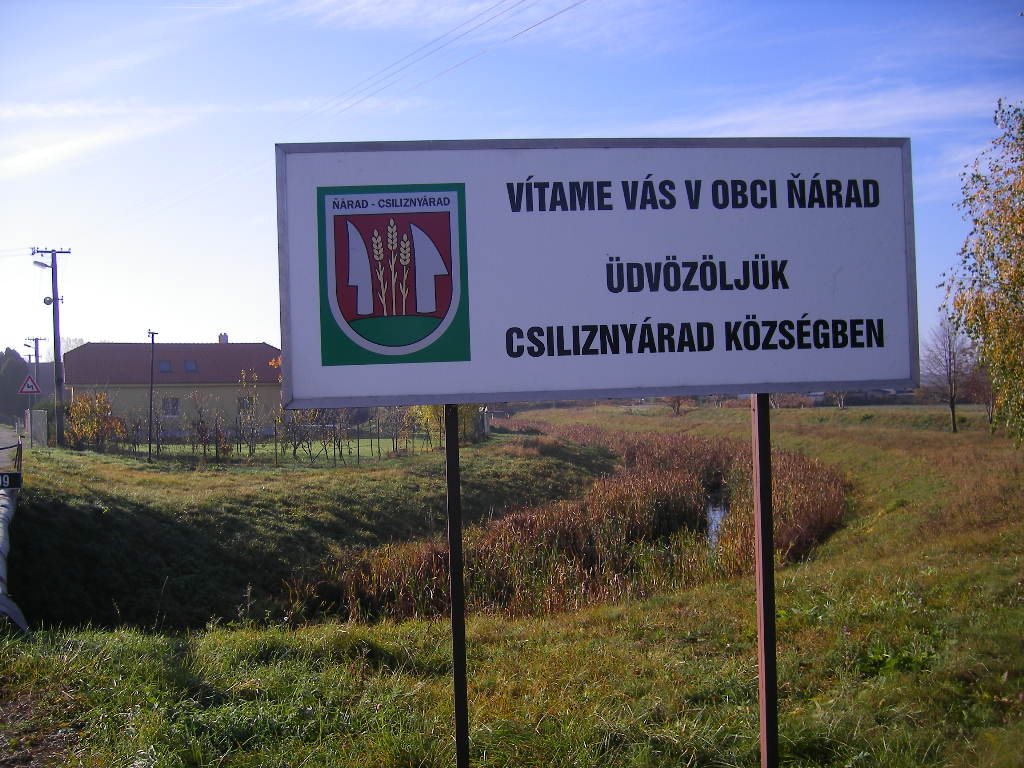
Zweisprachiges Willkommensschild

Nach der Volkszählung 2011 wohnten in Ňárad 651 Einwohner, davon 602 Magyaren, 38 Slowaken und fünf Tschechen. Ein Einwohner gab eine andere Ethnie an und fünf Einwohner machten keine Angabe zur Ethnie. 529 Einwohner bekannten sich zur römisch-katholischen Kirche, 57 Einwohner zur reformierten Kirche, neun Einwohner zur griechisch-katholischen Kirche und drei Einwohner zur Evangelischen Kirche A. B.; drei Einwohner bekannten sich zu einer anderen Konfession. 28 Einwohner waren konfessionslos und bei 22 Einwohnern wurde die Konfession nicht ermittelt.

## Bauwerke
- römisch-katholische Kirche Mariä Geburt